# Типтофт, Джон, 1-й граф Вустер
Джон Типтофт (англ. John Tiptoft; 8 мая 1427— 18 октября 1470) — английский военачальник и государственный деятель, 2-й барон Типтофт с 1443 года, 1-й граф Вустер с 1449 года, казначей Англии в 1452—1455, 1462—1463 и 1470 годах, констебль Англии в 1461—1467 и 1470 годах. В историографии (в первую очередь — Тюдоровской) для него использовалось прозвище «Мясник Англии» (англ. The Butcher of England) или «Граф-мясник» (англ. The Butcher Earl) — за жестокость и злоупотребления властью.

## Происхождение
Джон происходил из англо-нормандского рода Типтофтов (Тибето). Один из представителей рода упоминается в «Battle Abbey Roll» в числе соратников Вильгельма I Завоевателя. Название рода произошло от нормандского селения Тиботу (фр. Tiboutot), которое располагалось примерно в 5 километрах от к югу от города Фекан. После Нормандского завоевания представители рода периодически появляются в разных документах. Одна из ветвей рода жила во Франции, в результате чего во время Столетней войны представители рода сражались как на английской, так и на французской стороны. После Французской революции французские Тибето эмигрировали в Квебек, где до сих пор живут их многочисленные потомки.
Достоверно установить непрерывную генеалогию английской ветви можно только начиная с Роберта де Тибето. Он был близким соратником будущего короля Эдуарда I и сопровождал его в крестовый поход в Тунис. Роберт основал ныне разрушенный францисканский монастырь в Ипсвиче, где были похоронены многие представители рода. В дальнейшем он воевал на стороне ставшего английским королём Эдуарда I в Гаскони, Шотландии и Уэльсе. Роберт умер в 1298 году. Его наследником был сын Пейн, который, который во время правления Эдуарда I и Эдуарда II участвовал в походах в Шотландию в 1300, 1303—1304 и 1310 годах. Он был вызван в английский парламент 10 марта 1308 года как «Пейн Тибето», в результате чего считается, что ему был присвоен титул «барон Тибето». Пейн погиб в 1314 году в битве при Бэннокбёрне, оставив единственного сына Джона, 2-го барона Тибето.
Из-за сравнительно ранней смерти отца, Джон Тибето оказался под опекой Бартоломью Бэдлсмира, 1-го барона Бэдлсмира, женившего его на своей дочери Маргарет. Он вызывался в английский парламент с 1 апреля 1335 года по 20 января 1366 года и сражался под командованием Эдуарда III и Эдуарда Чёрного принца в Шотландии, Франции и Гаскони. После смерти первой жены Джон женился вторично. И оба его брака имели важные последставия для судьбы рода. Его основным наследником стал родившийся в первом браке Роберт, 3-й барон Тибето, вызывавшийся в парламент с 24 февраля 1368 года по 8 января 1370 года. Он ещё больше увеличил богатство рода, но оставил только трех дочерей, между которыми и была разделена большая часть его наследства, а баронский титу по действующим тогда правилам перешёл в состояние ожидания между тремя наследницами.

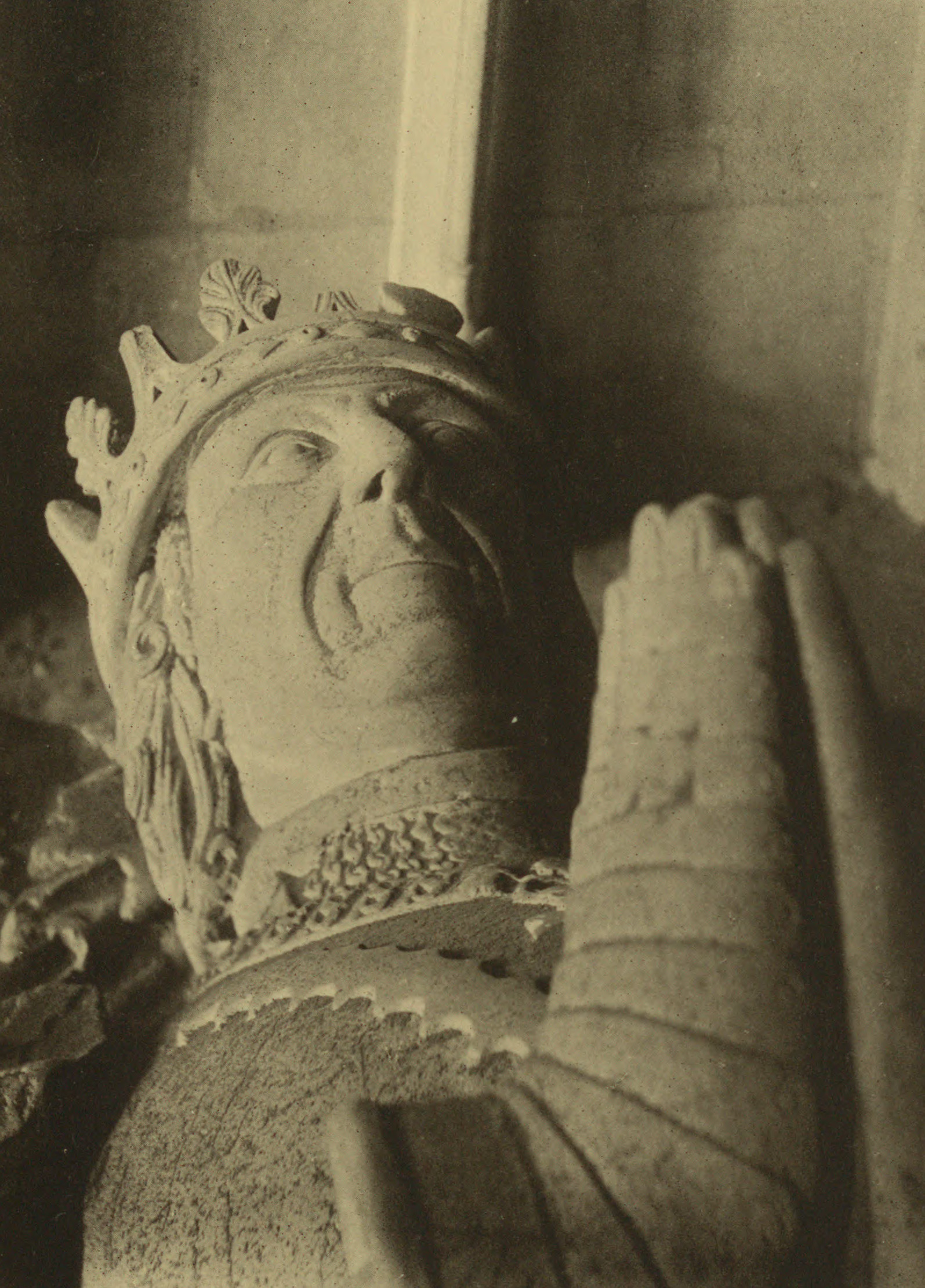
Джон Типтофт, 1-й барон Типтофт. Надгробное изображение в кафедральном соборе Или. Фотография из книги Артура Дасента «The Speakers of the House of Commons», 1911 год

Младший брат Джона, Пейн (около 1351—1413), родившийся от второго брака отца, не унаследовал ни титула, ни большей части поместий Типтофтов; ему достались только поместья Харстон и Бервел в Кембриджшире. Состояние Пейна увеличилось благодаря тому, что он служил сначала графу Арунделу, а потом в доме Ланкастеров. После того как королём стал Генрих IV, он дважды вызывался в английский парламент от Кембриджшира Хотя жена Пейна, Агнес Рот, происходившая из богатой лондонской семьи, принесла с собой мало богатства, впоследствии после смерти своих родственников ей досталось весьма значительное наследство. Родившийся в этом браке сын Джон Типтофт,
который занимал видное положение во время правления Генриха IV, Генриха V и во время малолетства Генриха VI. Он несколько раз избирался в английский парламент, причём он был спикером палаты общин во время работы Долгого парламента 1406 года, проведя впечатление его умелым ведением. Позже он был казначеем королевского двора (1406—1408 годы), главным дворецким (1407 год), лордом-казначеем Англии (1408—1409 годы), сенешалем Аквитании (1415—1423 годы), членом королевского совета (1422—1442 годы), управляющим королевским двором (1426—1432 годы). Не позже 1408 года Джон женился на Филиппе Гурне (урождённой Толбот), которая была старше его на 10 лет и принесла значительные владения в Англии и Гаскони. Правда этот брак так и остался бездетным. После смерти жены Джон в 1422 году благодаря своей «хорошей службе в качестве сенешаля Аквитании» получил королевское разрешение на второй брак с Джойс Черлтон, дочери Эдуарда Черлтона, барона Черлтона, и его первой жены Алиеноры Холланд, дочери Томаса Холланда, графа Кента, и вдовы Роджера Мортимера, 4-го графа Марча. Этот брак принёс ему значительные владения, поскольку Джойс была наследницей не только Черлтонов, но и части владений Холландов. Кроме того, Джон породнился с королевской семьёй и высшим дворянством: его жена была потомком Эдуарда I, а сыном её единокровной сестры Анны Мортимер был Ричард Плантагенет, герцог Йоркский, будущего отца короля Эдуарда IV. Кроме того, тётя Джойс — Маргарет Холланд — была последовательно женой Джона Бофорта, графа Сомерсета, и Томаса Ланкастера, герцога Кларенса, брата короля Генриха V. Её сыном был Эдмунд Бофорт, 2-й герцог Сомерсет, ненависный соперник Йорков. Возросший статус Джона Типтофта привёл к тому, что для него 7 января 1426 года был воссоздан титул барона Типтофта.
В браке Джона и Джойс родилось пятеро детей: 4 дочери и единственный сын Джон.

## Юность
Джон родился 8 мая 1427 года в родовом поместье Грейт-Эверсден в Кембриджшире. В 1440—1443 годах он получал образование в Баллиол-колледже Оксфордского университета, что было редкостью для представителей знати, не предназначенных для церковной карьеры. Один из современников Джона, антикварий Джон Роуз, который вместе с ним учился в университете, описывает его как «человека огромной эрудиции». Историк Питер Спринг считает, что Типтофт обучался в Оксфорде, поскольку стремился быть в элите. В этот период было очевидно, что Генрих VI не подходил на роль лидера, но при этом страстно интересовался образованием. Верховный судья сэр Джон Фортескью в книге «Управление Англией» развивал идею о том, что упадок Англии был вызван зависимостью короля от советников, как это было в Риме, когда император игнорировал советы Сената. Из этого делался вывод, что для восстановления благосостояния Англии король должен получать советы от мудрых советников, подобных римским сенаторам. Чтобы подготовить таких людей, требовалось образование, основанное на понимании классической истории и латинских текстов. По мнению Спринга, идея отдать юного Джона в Оксфорд следовала из этой тенденции. Из сохранившихся источников видно, что Типтофт добросовестно учился, насколько ему это позволяли государственные обязанности.
В письме, написанном в 1460 году в Италии, Джон хорошо отзывался о своём пребывании в Оксфорде. При поступлении в универститет ему было 13 лет. Он был старше немногих светских аристократов, обучающихся там, но моложе большинства студентов, которые поступали в 17 лет. В Окфорде в этот период в основном учились выходцы из семей мелких дворян, ремесленников, государственных служащих, юристов, врачей, сельских чиновников и манориальных должностных лиц. В отличие от других студентов Джон мог позволить себе жильё, в котором было не менее двух комнат, а также личного наставника, которого звали Джон Хёрли. Кроме того, он не был обязан принимать духовный сан, что требовали от большинства других студентов. Джон обучался в течение трёх курсов — 1440—1441, 1441—1442 и 1442—1443 годов.
Обучение в университете позволило Джону в будущем войти в такие круги, которые были закрыты для большинства светских аристократов. На протяжении всей жизни он неоднократно пересекался с выпускниками Оксфорда и Кембриджа. Среди выпускников Баллиол-колледжа были несколько будущих епископов и королевских чиновников. Эти связи в будущем ему пригодились.

## Несовершеннолетний наследник
Примерно в последнюю неделю января 1443 года умер отец Джона, после чего он унаследовал титул барона Типтофта и прилагающиеся к нему поместья в Восточной Англии, а также поместья Незер-Уоллоп и Брокенхерст в Гэмпшире, Энфилд в Мидлсексе и поместья Ротов в Уимбише на северо-западе Эссекса. В момент смерти отца Джон считался несовершеннолетним, поэтому над его владениями была установлена королевская опека. В Средние века период опекунства был достаточно опасным для несовершеннолетних аристократов, ибо опекун мог и разграбить поместья подопечного, и женить его в своих целях. Отдельную проблему создавала слабость короля Генриха VI, которая не позволяла ему контролировать опеки. В 1440 году одна из старших сестёр Джона, Джоанна, была выдана его отцом за своего подопечного — Эдмунда Ингольдесторпа. Его мать происходила из рода де ла Полей, что привело его к связям с фракцией, лидером которой был Уильям де ла Поль, 1-й герцог Саффолк; в дальнейшем она будет связана с непопулярным браком короля с Маргаритой Анжуйской. Другая старшая сестра Джона в 1443 году была выдана замуж за Томаса, барона Роса. Позже, в 1450 году, ещё одна его сестра (младшая) Джойс вышла замуж за Эдварда Саттона, сына соратника отца — Джона Саттона, 1-го барона Дадли. В итоге две из четырёх его сестёр оказались замужем за представителями баронских семейств (Росов и Сатонов), третья — за представителем рыцарского рода Ингольдесторпов, связанного с Восточной Англией. Последняя из сестёр Джона стала монахиней.
Джон получил далеко не все поместья, которыми владел его отец. Так согласно заключённой в 1417 году договорённости английские поместья Гурне, которыми владел покойный барон, отошли короне. 16 октября 1443 года их передали на 7 лет Джону Сен-Ло, однако уже 4 октября 1444 года их владельцем стал Эдмунд Бофорт, граф Дорсет (будущий герцог Сомерсет), у которого не хватало владений, чтобы поддерживать титул. Королю в этот период постоянно не хватало денег, поэтому он пытался использовать доходы от находящихся под его опекой поместий Джона для погашения огромного займа в 11 тысяч фунтов, предоставленного короне кардиналом Генри Бофортом. В результате 25 мая 1443 года Эдмунд Бофорт получил доходы от всех поместий Типтофтов, кроме поместей Гурне. Совершеннолетним Джон должен был стать в 1448 году. С учётом этого для полной выплаты займа поместья должны были приносить ежегодный доход в 2 тысячи фунтов, но П. Спринг считает подобную сумму завышенной: с учётом вдовьей доли матери Джона выплатить весь заём за счёт доходов от поместий Типтофтов было маловероятно. Так оно и произошло. Однако это соглашение позволило обеспечить контроль над ситуацией влиятельному человеку, способному позаботится о наследнике, особенно с учётом нестабильной политической ситуации. После смерти в 1435 году герцога Бедфорда власть в Англии оспаривали Хамфри, герцог Глостер, дядя Генриха VI, и кардинал Генри Бофорт. В 1440-е годы к борьбе за власть присоединились герцоги Йоркский, Сомерсет и Саффолк.
Несмотря на растущее напряжение в королевстве, не существует никаких свидетельств о том, чтобы несовершеннолетних детей покойного барона как-то притесняли. По мнению П. Спринга об их благополучии, скорее всего, заботились. Так 16 мая 1443 года барону Росу, мужу сестры Джона, были напрямую предоставлены 40 фунтов, которые выплачивались на содержание Типтофта. Историк не исключает, что юному барону пришлось покинуть Оксфорд, чтобы присматривать за матерью и незамужними сёстрами. 20 августа 1445 года было решено, имущество матери Джона после её смерти, а также его содержание и брак будут переданы Итонскому и Королевскому колледжам. Возможно, это было связано с болезнью Джойс Типтофт, в результате чего она приняла меры по обеспечению благополучия сына.
При этом владения Джона в Гаскони серьёзно пострадали в период его несовершенноления. 1 мая 1444 года Генрих VI пожаловал «Бидау де Билье, эсквайру, по его просьбе, за его хорошую службу Генриху V и нынешнему королю, особенно [когда] Карл VII Французский отправился в Гасконь и завоевал там несколько мест, баронии Маремн, Госсе и Сеньянкс, несмотря на все жалованные грамоты [покойному] Джону Типтофту». Но подобное вызвало недовольство, в результате чего король 20 июня велел Бидау де Билье не вмешиваться в дела бароний Типтофтов. 14 июля 1445 года король велел королевским офицерам в Аквитанни защищать владения своего подопечного. 17 июля был издан ещё один прикащ: в случае, если Типтофт лишится бароний Госсе, Сеньянкс, Маренсин и Борн, вернуть их ему. После этого упоминания о гасконских владениях Джона из документов исчезают. П. Спринг считает, что вряд ли юный наследник их когда-нибудь получил.
Джойс Типтофт умерла 22 сентября 1446 года, после чего наследство Черлтонов были разделено между Джоном и его двоюродным братом Генри Греем, графом Танкервилем, сыном Джоан Черлтон, поместья в Поуисе в Глостершире на границе с Уэльсом. Опека над частью, доставшейся её сыну, перешла к Итонскому и Королевскому колледжам. В 1447 году кардинал Бофорт завещал Джону 500 марок, чтобы тот мог выплатить сумму, которую задолжал. Сам кардинал умер в апреле, а в июне Джон, которому было 20 лет, смог выкупить у Итонского и Королевского колледжей опеку до наступления совершеннолетия (21 года). П. Спринг считает, что юноша уговорил кардинала одолжить ему средства, необходимые для совершения сделки, а затем тот списал ему долг в завещании.
Достоверно не установлено, кто именно были официальными опекунами Джона. В качестве возможных кандидатов П. Спринг называет кардинала Бофорта, герцога Сомерсета, а также соратников покойного барона Типтофта — Джона Саттона, барона Дадли, и Уолтера, барона Хангерфорда.

## Первый брак и получение графского титула
Совершеннолетия Джон достиг в 1447 году. 30 июня он принёс королю оммаж за свои владения и получил право управлять от своего имени поместьями, которые ранее находились под королевской опекой. При этом Генрих VI не стал требовать от наследника выплат за вступления в наследство.
В 1447 году практически полностью сошло со сцены старшее поколение, служившее Генриху V. В этом году умерли кардинал Бофорт, а его соперник, герцог Глостер, был арестован по обвинению в государственной измене и вскоре тоже умер. Оказавшийся у власти герцог Саффолк оказался реалистом и решил заключить мир с Францией, но это решение было крайне непопулярным. Он организовал брак Генриха VI с Маргаритой Анжуйской; по условиям секретным пунктам составленного в 1446 году брачного договора Англия уступала Франции Мэн. Это решение подорвало репутацию как герцога, так и короля. После того как в марте 1449 года герцог Саффолк нарушил перемирие, захватив в Бретани Фужер, французские войска перешли в активное контрнаступление.
3 апреля 1448 года было выдано королевское разрешение на брак между Джоном Типтофтом и Сесилии Невилл, вдовствующей герцогини Уорик (около 1425 — 1450). Она была старшей дочерью Ричарда Невилла, графа Солсбери и Элис Монтегю. В 1436 году Сесилия вышла замуж за Генри Бошана, ставшего после смерти отца графом Уориком. Одновременно её брат, Ричард Невилл, позже известный под прозвищем «Делатель королей», женился на сестре Генри, Анне Бошан. Генри Бошан умер в июне 1446 года, оставив наследницей единственную дочь Анну. Каких-то династических причин, по которым овдовевшая графиня была выдана замуж за юного барона, не существовало. По мнению П. Спринга, возможной причиной стло то, что ранняя смерть Генри Бошана, который был личным другом Генриха VI, оставила его без компаньона, поэтому Джон мог занять место королевского фаворита. Но историк не исключает, что Сесилию и её второго мужа, которые были примерно одного возраста, состоя при королевском дворе мог объединять интерес к образованию, книгам и литературе. Поскольку они оба были близкими родственниками (их общим предком был Томас Холланд, 2-й граф Кент), для брака потребовалось папское разрешение, которое было выдано в Риме 13 мая 1448 года.
Возможно, что в после брака покровителем Джона стал его тесть, граф Солсбери. Видное место в его жизни заняли и братья жены, в первую очередь, Ричард Невилл. Ещё один брат, Джон, в будущем женится на Изабелле Ингольдесторп, племяннице Типтофта, а Джордж, будущий архиепископ Йоркский, разделял его научные интересы. Кроме того, тётя жены Типтофта, Сесилия Невилл, была женой его двоюродного брата Ричарда, герцога Йоркского.
Падчерица Джона, Анна де Бошан, графиня Уорик, жила в Юэлме (Оксфордшир), находясь под опекой герцога Саффолка, который планировал женить на ней своего сына Джона. Учитывая её долю в поместьях Бошанов и Диспенсеров, девочка была очень ценной, поэтому опекун желал, чтобы она находилась под контролем его жены. Однако через 2 месяца после свадьбы её матери Анна умерла. Её титул в итоге перешёл к тёте — Анне, жене Ричарда Невилла, который 23 июля 1449 года был утверждён в качестве графа Уорика по праву жены.
16 июля 1449 года Джону был присвоен титул графа Вустера. В грамоте о присвоении говорится о том, что Типтофт «по мнению многих дворян» умело исполняет обязанности в совете и хорош в использовании оружия. Ни в каких других источниках о подобных качествах Джона не сообщается, поэтому неясно, является ли терминология условной или в документах осталось не отражено, что новый граф в юношеские годы участвовал в каких-то военных компаниях. Титул графа Вустера воссоздавался в четвёртый раз, но предыдущие графы, которым он присваивался, умирали, не оставив наследников.
С 16 июня по 16 июля 1449 года Джон в качестве графа Вустера принимал участие в работе парламента, собравшегося в Уинчестере. Затем парламент переехал в Лондон и заседал в Бпэкфайрсе (с 6 ноября по 4 декабря) и Вестминстере (с 4 по 17 декабря). На этих заседаниях новый граф Вустер был назначен судьёй по петициям по Гаскони и другим заморским землям, а также по Нормандским островам. Возможно, что это назначение было связано с тем, что Джон унаследовал в этих регионах владения, хотя на практике никогда их не контролировал. В этой должности он, вероятно, произвёл впечатление своим усердием и проницательностью, так что вскоре юноша стал получать назначения в разные комиссии.
28 января 1450 года герцога Саффолка, которого считали ответственным за потерю Анжу и Мэна, арестовали и заключили в Тауэр. В палате общин ему был объявлен импичмент. Среди тех, кто 17 марта собрался в Вестминстере во «внутренней палате» короля в качестве свидетеля, был и граф Вустер. Там герцогу было сообщено, что его изгоняют из Англии на 5 лет, поэтому не позже 1 мая он должен покинуть королевство. Саффолк отплыл 30 апреля, но по пути его корабль был перехвачен своими врагами и убит.
С 29 апреля 1450 года парламент заседал в Лестере, но 7 июня был объявлен перерыв из-за полученного известия о восстании Джека Кэда в Кенте, которое стало началом смут в Англии, сотрясавших её несколько последующих десятилетий.

## На службе у Генриха VI
Точно неизвестно, чем занимался граф Вустер во время подавленного в середине 1450 года восстания Джека Кэда. 29 июля 1450 года умерла жена Джона. Причина её смерти в источниках не называется, не исключено, что оно связано с рождением ребёнка. Её похоронили в аббатстве Тьюксбери рядом с первым мужем. Джон сохранил минимум 2 книги первой жены: Часослов и «Падение принцев» Джона Лидгейта. В апреле 1452 года в письме своему другу, монаху Генри Крейнброку упоминает, вероятно, о душе умершей жены, указвая, что «любил её больше всего».
После разгрома англичан в битве при Форминьи Англия фактически проиграла войну, поскольку французы после этого полностью захватили Нормандию. В июле 1450 года герцог Сомерсет сдал Кан, после чего бросил свою армию и 1 августа вернулся в Лондон. В итоге на континенте у Англии остался только область вокруг Кале, окружённая территорией герцогства Бургундского.
В августе в Кенте начались новые беспорядки и заговоры против короля. В этот же период из Ирландии вернулся без отзыва Ричард, герцог Йоркский. Он был крайне недоволен потерей Нормандии, наместником которой он был, обвиняя в этом герцога Сомерсета. Ричард заявил, что он не собирается узурпировать королевскую власть, однако хочет восстановить порядок в королевстве и сместить «опозоренного» Сомерсета. Он въехал в Лондон, держа перед собой меч остриём вверх. Чтобы подавить начавшиеся в городе волнения из-за открытой вражды между двумя герцогами, было решено, что через лондонский Сити для демонстрации силы проедут 10 тысяч человек во главе с королём. В этой процессии принимал участие и граф Вустер. 20 января 1451 года палата общин выпустила петицию, требуя навсегда удалить от короля 29 человек, в том числе герцога Сомерсета и Алису де ла Поль, вдову герцога Саффолка. 
В этот же период, вероятно, шла подготовка к подавлению беспорядков в Кенте, поскольку 13 января была создана комиссия по расследованию, в которую вошли в том числе граф Вустер, а 21 января он был включён в комиссию, назначенную для проведения судебных разбирательств, связанных с беспорядками в Кенте во время восстания Кэда. В её полномочия входило рассмотрение всех преступлений, соверщённых в Кенте после объявленного 7 июня 1450 года помилований. В состав комиссии входили представители трёх групп: юристов, магнатов и местного дворянства, поэтому Джон проводил много времени среди герцогов, графов и баронов, а также старших судей. Знание латыни, ум и, возможно, проявленая твёрдость произвели впечатление как на короля, так и на лордов, судей и клерков. В итоге комиссия стала трамплином для быстрого продвижения по службе.
Обычно подобные комиссии не отличались особой кровожадной, большинство дел заканчивались выплатой штрафов и помилованием. Однако комиссия 1451 года, в которой принимал участие граф Вустер, оказалась «карательной демонстрацией силы, лишь слегка прикрытой аттрибутами юридической процедурой». 28 января Генрих VI отправился в судебную поездку в сопровождении двух герцогов, четырёх графов и 6 баронов, их сопровождало несколько тысяч человек, и король был намерен показать кентцам, что может ожидать предателей. Комиссия разместилась в Кентербери. По сообщению хронистов, только за один день 8 февраля осудил на казнь 8 человек, а 15 февраля в Рочестере, когда комиссия возвращалась в Лондон, — 6 человек. Её прозвали «жатвой голов».
Репрессии января и февраля 1451 года не остановили беспорядки, которые продолжились в Кенте и Саффолке. 20 мая Генрих VI назначил ряд новых комиссий, отправленных в графства к югу от Темзы. Сам он отправился в Кент и Сассекс, его вновь сопровождал граф Вустер. 24 июня комиссия заседала в Кройдоне, с 26 июня по 1 июля — в Тонбридже. Затем они отправились в Сассекс. С 7 по 8 июля комиссия заседала в Льюисе, с 9 по 13 июля — в Чичестере, 14 июля — в Уинчестере и 20 июля — в Солсбери. Хотя она оказалась и не настолько жестокой, как «жатва голов», решения в ней принимались достаточно жестокие. По мнению П. Спринга, твёрдость короля при вынесении приговоров, которую он ранее не проявлял, связана с участием в работе комиссии Джона Толбота, графа Шрусбери, имевшего репутацию жестого человека, и именно здесь граф Вустер усвоил, что в определённых ситуациях необходимо проявлять твёрдость. Позже он получил прозвище «Мясник Англии» (англ. The Butcher of England), но неизвестно, ожесточило его сверх меры участие в серии жестоких казней.
Получал граф Вустер назначение и в другие комиссии, не предназначенные для устрашения мятежников: 6 апреля — для разбирательств по обвинению Джона Тревильяна, соратника покойного герцога Саффолка, в июне — для расследования смерти самого герцога Саффолка. 27 июня несколько человек были обвинены в убийстве, но никто так и не был наказан, возможно, из опасений, что тщательное расследование выявит замешанных представителей высшей аристократии. 22 октября была создана комиссия по рассмотрению дела Томаса Дэниела, еще одного соратника герцога Саффолка, но он был помилован королём.

## Война Алой и Белой розы
В 1452 году он поспособствовал примирению Ричарда Плантагенета, 3-го герцога Йоркского, с королём Англии Генрихом VI Ланкастером.
С 1452 по 1455 год Джон Типтофт исполнял обязанности лорда-казначея Англии, а в 1456—1457 годах — королевский наместник в Ирландии.
В 1457 году он совершил паломничество в Иерусалим, затем прибыл в Италию, где в течение двух лет изучал право, латынь и греческий в Падуе, Ферраре и Флоренции.

## Карьера при Эдуарде IV
В 1461 году он вернулся в Англию и стал преданным сторонником Йоркской партии. Джон Типтофт получил от нового английского короля Эдуарда IV (1461—1470) должности пожизненного юстициария Уэльса и констебля Лондонского Тауэра. В том же году был посвящён в рыцари ордена Подвязки, а также получил должности лорда-казначея и лорда-констебля Англии.
В 1462 году лорд-констебль Англии Джон Типтофт руководил судебным процессом над сторонниками Ланкастерской партии, Джоном де Вером, 12-м графом Оксфордом и его старшим сыном Обри. Оба они были приговорены к конфискации имущества и смертной казни.
В 1463 году Джон Типтофт участвовал в военных действиях короля Эдуарда IV против сторонников Ланкастерской партии на севере Англии, сражался в битвах при Хегли-Муре (25 апреля 1464), Хексхеме (15 июня 1464), при осаде замка Бамбург (23 июня 1464).
В 1464 году Джон Типтофт был назначен пожизненным канцлером Ирландии, затем был посланником при дворе герцога Бургундии Филиппа Доброго. В 1467 году он был вторично назначен наместником в Ирландии, в первый же год исполнения своих обязанностей лишил владений Томаса Фитцджеральда, 7-го графа Десмонда.
В 1470 году был назначен лордом-лейтенантом Ирландии. В том же году Джон Типтофт с большой жестокостью подавил восстание сторонников Ричарда Невилла, графа Уорика, в Линкольншире, затем участвовал 12 марта 1470 года в битве при Эмпингеме и приговорил к казни на колу двадцать человек.

## Гибель
После возвращения на королевский престол Генриха VI Джон Типтофт пытался скрыться, но был схвачен и арестован. Джон де Вер, 13-й граф Оксфорд, назначенный новым лордом-констеблем Англии, приговорил Джона Типтофта, графа Вустера, к смертной казни. 18 октября того же года он был обезглавлен на Тауэр-Хилл в Лондоне. После смерти его сына Эдуарда Типтофта в 1485 году графство Вустер отошло к короне.

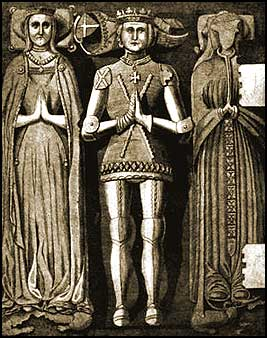
Описание

В соборе Или есть отреставрированная гробница, на надгробье которой изображён мужчина и две женщины. Её традиционно приписывают графу Вустеру. Однако современные ему хронисты указывают, что он был похоронен в церкви Блекфайрс в Ладгейте (современный Лондон-сити), поэтому, по мнению Питера Спринга, она принадлежит его отцу. По мнению историка, на это указывает и изображённая на надгробье ланкастерская ливрейная цепь с элементами в виде латинских букв S: граф в отличие от отца Вустер был ярым йоркистом и на его надгробье не могли рисовать знаки принадлежности к сторонникам Ланкастеров.

## Семья и дети
Был трижды женат. 3 апреля 1449 года женился на Сесилии Невилл (1426—1450), дочери Ричарда Невилла, 5-го графа Солсбери, и Элис Монтегю, сестре Ричарда Невилла, 16-го графа Уорика. Брак был бездетен.
10 июня 1451 года женился на Элизабет де Грейндаур (1420—1452), дочери сэра Роберта де Грейндаура, вдове Реджинальда Уэста, 6-го барона де Ла Варра. Дети: Джон Типтофт (1452—1452).
В 1467 году женился на Элизабет Хоптон (1427—1498), дочери сэра Томаса Хоптона. Дети: Эдуард Типтофт (1469—1485), 2-й граф Вустер (1470—1485).